# Самовар
Самовар (рус. самовар, од рус.  — „само” и рус.  — „варити — кувати”), самокувало од метала за загријевање воде потребне за припрему чаја. Давне је прошлости а данас је најпознатији у Русији.

## Поријекло речи
Самовар' (од рус.  — „само” и рус.  — „варити — кувати”), самокувало од метала за загревање воде потребне за припрему чаја. Слична реч је и у фарсију као позајмљеница из руског и перс. سماور изговара се самавар.

## Историја
Уређаји за грејање пића и хране познати су били још старим Кинезима, у Египту и античком Риму. Као енергент користили су сламу и угаљ. И Персијанци су рано почели да користе самовар. Он се ширио азијским континенту преко Турске до Русије и даље Евроом. Сви самовари и тог времена радили су на истим принципима. Вода се гријала и њоме се преливао чај.

## Историја самовара у Русији
У 1989. године су археолози у Азербејџану ископали грнчарију налик самовару. Идентификована је посуда са карактеристичном централном цијеви прекривеном чађи која сугерише да је грејана изнутра. Није изгледала као модеран самовар. Имала је цев и била је отворена на дну. што указује да је била на више од пожара као обичан лонац. Старост суда је процијењена на око 3.600 година. Слични уређаји пронађени су и у Кини.
Први познати самовар модерног изгледа произведен 1717.г. посједује колекционар самовара Сакид Габибулајев.
Прву, у историји забиљежену производњу самовара у Русији, започела су браћа Лисицин, Иван Фјодорович и Назар Фјодорович. Од дјетињства су били ангажовани у обради метала у фабрици месинга њиховог оца, Фјодор Иванович Лисицина. 1778.г. су направили самовар, а исте године Назар Лисицин је регистровао први самовар и прву фабрику самовара у Русији. Они можда нису проналазачи самовара, али су први документовани произвођачи. Њихов дизајн је пресудно одредио производњу и изглед будућих самовара у свијету.
Други рани произвођач самовара живио је у Тули, граду познатом по својим металцима и производњи оружја. Од 18. века Тула је била главни центар руске производње самовара. Тулски самовар постао је бренда града Туле. До 19. века самовар постаје карактеристика и бренд руске културе чаја. Самовари су произведени у великом броју и извозе у централну Азију и друге свјетске регионе.

## Опис и принцип рада
Самовар и његови главни дијелови:
1. отвори за испаравање
2. капа за покривање
3. поклопац
4. посуда у којој се кува вода
5. ручке самовара
6. резервоар за гориво и горионик
7. славина
8. затварач (вентил) славине
9. ручке поклопца

Самовари су обично израђени од гвожђа, бакра, полираног месинга, бронзе, сребра, злата, калаја, или никла. Традиционални самовар се састоји од посуде за воду у дну које је смјештена славина а средином пролази вертикална цијев се загријава угљем, шпиритом или електричном струјом и она загријава и одржава топлом воду. Врелом водом, у мјери укуса, се прелива чај. Након одређеног времена је спреман за конзумирање. У старијим временима био је свакодневни извор топле воде у домаћинствима. Ватра у тим старим руским самоварима се распиривала специјалним меховима. Самовар, више или мање, користе у свим дијеловима свијета. Користе га од давнина у Ирану, Турској, на Кашмиру...

## Ирански самовар
Култура самовара је посебно развијена у Ирану. У Ирану се користе најмање два вијека. Вода се грије угљем, уљем, природним гасом или, данас, електричном струјом. Самовар је чест орнамент у персијској умјетности. Центар производње самовара је град Борујерд . Неколико радионица још увјек производе ручно рађена самоваре. 

## Кашмирски самовар
Самовар је традиционалан и у Кашмиру. Кашмирски самовар је по правилу лијепо украшен, често бакарни са угравираним рељефним калиграфским мотивима. Самовари су на угаљ и жар. Води за чај се додају: шећер, Кардамом и цимет.

## Самовар у умјетности
Самовар је врло чест мотив нарочито на сликама руских мајстора. Угравиран је као украс на многим керамичким и порцеланским предметима. Атрактивног је изгледа и врло допадљив. Често је израђен од најскупљих материјала и сам од велике умјетничке вриједности .

## Галерија

### Самовари на поштанским маркама
- Барокни самовар, 18в.
- Самовар типа цеви, ране 1800.г.
- Самовар типа "сквош" око 1830.г.
- Самовар у облику класичне вазе, око 1840.г.

### Галерија самовара
- Барокни самовар, 18в.
- Ирански самовар
- Самовар са чашама
- Самовар се налази у свим вагонима на железницама бившег Совјетског Савеза

### Самовари у умјетности
- Т. Мјагков Породица за столом са чајем.. 1844.
- Б. Кустодиев Жена са чајем 1918.